# 韦桑
韦桑（法語：Ouessant，法語發音：[wɛsɑ̃]）是法国菲尼斯泰尔省的一个市镇，属于布雷斯特区，领土涵盖同名海岛。

## 地理
韦桑（48°27'19"N, 5°5'51"W）面积15.58 平方千米，位于法国布列塔尼大區菲尼斯泰尔省，该省份为法国最西部的省份，位于布列塔尼半岛西部，北西南三面环大西洋，东临阿摩尔滨海省和莫尔比昂省。
由于韦桑领土为海洋中的一岛屿（外加几座小岛），故不与任何市镇接壤。
韦桑的时区为UTC+01:00、UTC+02:00（夏令时）。

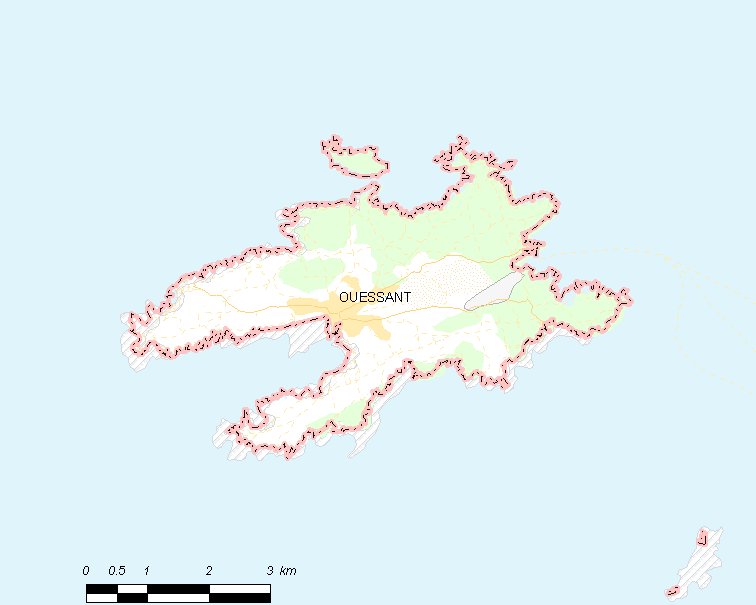
韦桑的OSM定位图

## 行政
韦桑的邮政编码为29242，INSEE市镇编码为29155。

## 政治
韦桑所属的省级选区为圣勒南县。

## 人口

1962-2008年间韦桑人口变化图示

韦桑于2022年1月1日时的人口数量为854人。